# Tori Lungtsen
Tori Lungtsen was de vierentwintigste tsenpo, ofwel koning van Tibet. Hij was een van de legendarische koningen en de eerste van de vijf verenigende koningen met de naam Tsen (300-493). Voor hem regeerden de acht middenkoningen met de naam Dé